# اووای شاه‌تخته
اووای شاه‌تخته یک ستاره است که در صورت فلکی شاه‌تخته قرار دارد.